# Cantillac
Cantillac is een plaats en voormalige gemeente in het Franse departement Dordogne in de regio Nouvelle-Aquitaine en telt 175 inwoners (2004). De plaats maakt deel uit van het arrondissement Nontron.

## Geschiedenis
De gemeente maakte deel uit van het kanton Champagnac-de-Belair totdat dit op 22 maart 2019 werd opgeheven en de gemeenten werden opgenomen in het kanton Brantôme. Op 1 januari 2019 werd de gemeente opgenomen in de 2 jaar daarvoor gevormde commune nouvelle Brantôme en Périgord.

## Geografie
De oppervlakte van Cantillac bedraagt 7,9 km², de bevolkingsdichtheid is 22,2 inwoners per km².
De onderstaande kaart toont de ligging van Cantillac met de belangrijkste infrastructuur en aangrenzende gemeenten.

## Demografie
Onderstaande figuur toont het verloop van het inwonertal.
Brantôme · Cantillac · Eyvirat · La Gonterie-Boulouneix · Puy-de-Fourches · Saint-Crépin-de-Richemont · Saint-Julien-de-Bourdeilles · Sencenac · Valeuil